# Бурак Йозчивит
Бурак Йозчивит (на турски: Burak Özçivit) е турски модел и актьор. Най-популярните му роли са в образите на Кямран в сериала „Чучулигата“, Кемал в сериала „Черна любов“ и султан Осман I-ви в сериала „Осман Основателят".

## Биография
Бурак Йозчивит е роден на 24 декември 1984 г. в Истанбул, Турция. Има по-малка сестра. Завършва гимназия „Kazım İşmen“ през 2001 г. Изучава фотография, кино и изобразително изкуство в университета „Мармара“. Женен.
През 2003 г. печели титлата „Най-добър модел на Турция“. След конкурса започва да работи за агенция „Erez Ajans“. През 2005 заема второ място в конкурса „Най-добър модел в света“. Понастоящем Бурак Йозчивит е актьор и продуцент в собствена продуцентска компания.
Първата му роля е през 2006 г. в „Минус 18“ в образа на Мурат. През 2007 г. се снима във филма „Преследван“ в ролята на Кемал. Същата година се снима в „Мъж по принуда“. През 2010 г. участва в сериала „Малки тайни“, който е римейк на американския сериал „Клюкарката“, в ролята на Четин. През 2011 г. се снима в сериала „Великолепният век“ като Малкочоулу Бали Бей. През 2013 г. изпълнява главната роля на Кямран в сериала „Чучулигата“ заедно с актрисата Фахрие Евджен. По-късно двамата участват отново заедно във филма „Любовта прилича на теб“.
През 2015 – 2017 г. актьорът изпълнява главната мъжка роля, на Кемал, в сериала „Черна любов“ където си партнира с актрисата Неслихан Атагюл. От 20 ноември 2019 до днес играе ролята на основателя на Османските династия и империя султан Осман I-ви в сериала на ATV Осман Основателят, ставайки първия сериал в кариерата му с над 5 сезона, и най-успешната му роля с над 164 епизода.

## Личен живот
В продължение на три години Бурак Йозчивит има връзка с Джейлян Чапа.
От 2014 г. той се среща с актрисата Фахрие Евджен, за която се жени на 29 юни 2017 г.

## Филмография

### Телевизия
| Година      | Заглавие          | Роля                |
| ----------- | ----------------- | ------------------- |
| 2006        | Минус 18          | Мурат               |
| 2007 – 2008 | Мъж по принуда    | Йомер               |
| 2008 – 2009 | Семеен дом        | Гювен               |
| 2010        | Предателство      | Емир                |
| 2010 – 2011 | Малки тайни       | Четин               |
| 2011 – 2013 | Великолепният век | Малкочоолу Бали Бей |
| 2013 – 2014 | Чучулигата        | Кемран              |
| 2015 – 2017 | Черна любов       | Кемал               |
| 2019        | Осман Основателят | султан Осман I-ви   |

### Филми
| Година | Заглавие               | Роля        |
| ------ | ---------------------- | ----------- |
| 2007   | Преследван             | Кемал       |
| 2015   | Любовта прилича на теб | Балъкчъ Али |
| 2016   | Братко мой             | Хакан       |

## Награди и номинации
| Година | Номинация                                   |
| ------ | ------------------------------------------- |
| 2012   | „Актьор на годината“                        |
| 2013   | „Най-добър актьор в сериал“                 |
| 2014   | „Актьор с най-голямо възхищение в сериал“   |
| 2014   | „Актьор на годината според списание „Elle““ |
| 2014   | „Най-добър актьор“                          |
| 2016   | „Актьор с най-голямо възхищение във филм“   |
| 2016   | „Най-успешен актьор на годината"            |